# F. Michael Christ

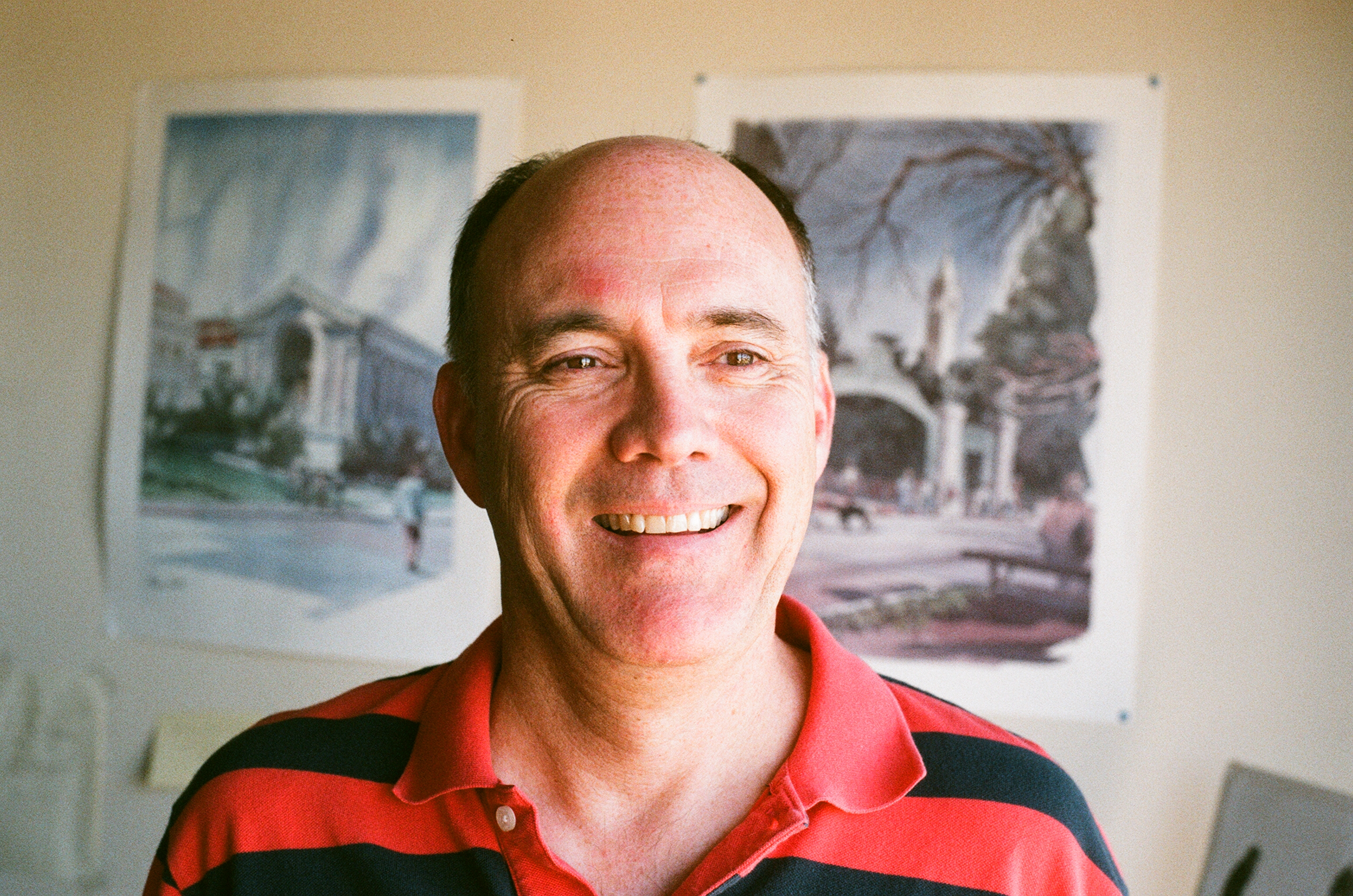
Michael Christ 2011

Francis Michael Christ (* 7. Juni 1955) ist ein US-amerikanischer Mathematiker.
Christ besuchte die High School in Milwaukee, studierte am Harvey Mudd College mit dem Bachelor-Abschluss 1977 und wurde 1982 an der University of Chicago bei  Alberto Calderon promoviert (Restrictions of the Fourier Transform to Submanifolds of Low Codimension). Zu seinen Lehrern gehörten auch Raghavan Narasimhan und Charles Fefferman. 1982 bis 1984 war er Instructor und danach bis 1986 Assistant Professor an der Princeton University, wo er mit Elias Stein zusammenarbeitete. 1986 wurde er Associate Professor und 1988 Professor an der University of California, Los Angeles und 1996 Professor an der University of California, Berkeley.
1989/90 war er Gastwissenschaftler am IHES bei Paris, 1993 Gastprofessor an der Universität Paris VI und 1995/96 Forschungsprofessor am MSRI.
Er befasst sich mit partiellen Differentialgleichungen, Harmonischer Analysis und Analysis in mehreren komplexen Variablen. In der Würdigung zum Bergman-Preis wurden seine Arbeit über die Einbettung dreidimensionaler kompakter CR-Mannigfaltigkeiten hervorgehoben, Arbeiten zur Analyzität von {\displaystyle {\partial }_{b}}-Operatoren und sein als tour de force bezeichnetes Resultat, dass es auf Diederich-Fornaess-Wurmgebieten keine globale Regularität gibt. Nach ihm und Alexander Kiselev ist die Maximal-Ungleichung von Christ und Kiselev benannt.
1986/87 war er Sloan Research Fellow und 1986 bis 1991 Presidential Young Investigator. 1997 erhielt er den Stefan Bergman Prize mit David E. Barrett. Er war eingeladener Sprecher auf dem Internationalen Mathematikerkongress in Kyoto (Precise analysis of {\displaystyle {\overline {{\partial }_{b}}}} and {\displaystyle {\overline {\partial }}} on domains of finite type in {\displaystyle {\mathbb {C} }^{2}})  und 1998 in Berlin (Singularity and regularity: local and global). 2007 wurde Christ in die American Academy of Arts and Sciences gewählt, 2021 wurde er Fellow der American Mathematical Society.
Zu seinen Doktoranden zählt Loukas Grafakos.

## Schriften (Auswahl)
Außer die in den Fußnoten zitierten Arbeiten.
- mit Jean-Lin Journé: Polynomial growth estimates for multilinear singular integral operators,  Acta Mathematica, Band 159, 1987, S.  51–80.
- A T(b) theorem with remarks on analytic capacity and the Cauchy integral, Colloq. Math., Band 60/61, Nr. 2, 1990, S. 601–628.
- mit M. I. Weinstein: Dispersion of small amplitude solutions of the generalized Korteweg-de Vries equation, J. Funct. Anal., Band 100, 1991, S. 87–109.
- Lectures on singular integral operators. Regional Conference Series in Mathematics 77. American Mathematical Society, 1991. ISBN 978-0-8218-0728-6.
- mit James Colliander, Terence Tao: Asymptotics, frequency modulation, and low regularity ill-posedness for canonical defocusing equations, Amer. J. Math., Band 125, 2003, S. 1235–1293.
- mit Siqi Fu: Compactness for the Kohn Laplacian, magnetic Schroedinger operators, and the Aharonov-Bohm effect, Advances in Math., Band 197, 2005, S. 1–40.
- Power series solutions of a nonlinear Schroedinger equation, in: Mathematical aspects of nonlinear dispersive equations, 131–155, Ann. of Math. Studies 163, Princeton Univ. Press,  2007, S. 131–155
- mit Jonathan Bennett, Anthony Carbery, Terence Tao: Finite bounds in Holder-Brascamp-Lieb multilinear inequalities, Math. Res. Lett., Band 17, 2010, S. 647–666.
- mit Qingying Xue: Smoothness of extremizers of a convolution inequality, J. Math. Pures et Appl., Band 97, 2012, S. 120–141.
- mit Shuanglin Shao: On the extremizers of an adjoint Fourier restriction inequality, Advances in Math., Band 230, 2012, S. 957–977.